# Повіт Сімо-Цуґа
Пові́т Сімо́-Цу́ґа (яп. 下都賀郡, しもつがぐん, МФА: [ɕimo t͡suga guɴ]) — повіт в префектурі Тотіґі, Японія.